# Magulaba
Magulaba là một chi bướm đêm thuộc họ Erebidae.